# Yamakawa Hiroshi
En aquest nom japonès, el cognom és Yamakawa.
El baró Yamakawa Hiroshi (山川浩) (4 de desembre de 1845 - 6 de març de 1898) va ser un samurai japonès del final de l'època d'Edo que ha esdevingut un cèlebre general de l'exèrcit imperial japonès al començament de l'era Meiji. Era un servidor d'Aizu conegut per a les seves estratègies enginyoses contra el primer govern de Meiji durant la guerra de Boshin. Va ser la primera persona nascuda a Aizu a escriure una història dels anys que precedeixen la guerra, amb el seu germà Yamakawa Kenjirō.

## Biografia
Yamakawa Hiroshi, o amb el seu primer nom, Hiōshichirō (与七郎), va néixer a Aizuwakamatsu (actual prefectura de Fukushima), l'any 1845. El seu pare, Shigekata Yamakawa (山川重固), era un karō (antic) del clan Matsudaira, i la seva mare, Tōi (唐衣), era la filla d'una altra família de karō, els Saigō. A l'edat de 15 anys, el pare d'Hiōshichirō va morir, i aquest darrer va esdevenir doncs el cap de la família.

### Els anys deKyōto Shugoshoku
L'any 1862, Hiōshichirō, des d'aleshores anomenat Shigeyoshi (重栄) o generalment, Ōkura (大蔵), va acompanyar el dàimio Katamori Matsudaira d'Aizu a Kyōto quan aquest últim va ser nominat pel lloc de Kyoto Shugoshoku. Després de ser-ne distingit en els enfrontaments 1863-65, Yamakawa va ser autoritzat a acompanyar el magistrat dels afers estrangers del Shogunat Hidezane Koide a Rússia, on va ajudar a les negociacions sobre el traçat de la frontera internacional de la prefectura de Karafuto a Sakhalín. De retorn al Japó, va participar en la batalla de Toba-Fushimi en la guerra de Boshin, a la qual va sobreviure, i es va refugiar a Tòquio.

### Els començaments de la guerra de Boshin
Durant els primers mesos de 1868, Yamakawa va ajudar a la reestructuració del domini d'Aizu i del seu exèrcit. Va ser nomenat comandant del cos d'artilleria reorganitzat (Hōheitai 砲兵隊), en lloc del veterà Hayashi Gonsuke, que va morir de resultes de les seves lesions rebudes en la batalla de Toba-Fushimi. Al seu retorn al domini, va ser nomenat wakadoshiyori (jove conseller) responsable de les finances militars. Amb la finalitat de sanejar la situació financera del domini (que tenia dèficit des de feia més d'un decenni), va atreure gravadors competents com Katō Munechika i Akichika entre d'altres, i va construir una foneria a l'interior del castell de Tsuruga, modelant tres menes de peces de moneda, 1 bun, 2 bun, i 1 ryō. Unint-se a la infanteria del Shogunat sota el magistrat Keisuke Otori, Yamakawa va combatre les forces de Tosa de Itagaki Taisuke amb gran eficàcia, i la seva fama va acabar arribant a Tani Tateki.

### Dansa del Lleó
En vista de la batalla d'Aizu, Yamakawa va ser cridat per Aizuwakamatsu en la seva funció de Nikkōguchi-Tajima, però s'adona que fins i tot si es precipitava a tota velocitat, en el moment d'arribar, les malles del filet que acordonaven el domini serien tan esmolades que no s'hi podria passar. Per conseqüent, ha concebut un pla per situar els seus soldats entre les línies enemigues. Posant en marxa una « tropa de la dansa del lleó » al poble veí de Komatsu, va constituir una « tōri-hayashi » (xaranga en japonès), i va fer entrar cadascun dels seus soldats sense problemes, passant just enfront de l'exèrcit assetjador. Els comandants presents al castell van quedar esbalaïts per aquesta entrada miraculosa, que va millorar considerablement la moral. El mateix Katamori Matsudaira es va emocionar fins a les llàgrimes i va felicitar l'enginy de Yamakawa. Per això va ser posat al cap de la defensa del castell però encara que aquesta va ser reforçada, el castell va caure la tardor de 1868.

### Exili
Després de la caiguda d'Aizu, Yamakawa va ser empresonat en un camp de presoners de guerra a Tòquio amb altres homes d'Aizu. Va esdevenir responsable del primer despatx de connexió post-guerra del domini a Tòquio, i quan el govern l'allibera, supervisa la reforma de la taxa immobiliària a Tonami (avui a la Prefectura d'Aomori), i va esdevenir vice-governador de Tonami, dedicant-se a la dura labor de la gestió. Després de l'abolició dels dominis, va dimitir l'any 1871 i per recomanació del General Tani Tateki, un comandant de l'exèrcit, va obtenir un treball al Tribunal militar.

### Carrera militar
L'any 1873, Yamakawa va esdevenir comandant i va servir Kumamoto. L'any 1874, va lluitar per al camp imperial durant la rebel·lió de Saga on va ser ferit. Promogut tinent-coronel, va servir d'administrador de la « 2a brigada independent » durant la rebel·lió de Satsuma, i va ser empresonat al castell de Kumamoto per les forces de Satsuma, on va salvar la vida de Tateki Tani. Per les seves accions, va ser promogut al rang de coronel l'any 1880, i poc després, al de major-general.

### Final de la seva vida
Després del seu temps a l'exèrcit, Yamakawa va entrar a l'educació, esdevenint el president de l'escola normal per a dones de Tòquio, en reemplaçament de Hideo Takamine, també d'Aizu. A continuació, va esdevenir membre de la Cambra dels pars. Durant els seus últims anys, es va dedicar a l'escriptura, i va realitzar el Kyoto Shugoshoku Shimatsu, que va ser l'un dels primers textos qui donava una percepció del domini d'Aizu sense ser una part del discurs triomfalista de la oligarquia de Meiji.
Yamakawa va ser elevat al títol de danshaku segons el sistema nobiliari kazoku. Va morir a Tòquio l'any 1898, i va ser enterrat a aquesta ciutat.